# Astana-Premier Tech/2021
Deze pagina geeft een overzicht van de UCI World Tour wielerploeg Astana-Premier Tech in 2021.

## Algemeen
Algemeen manager: Aleksandr Vinokoerov
Teammanager: Dmitri Fofonov
Ploegleiders: Steve Bauer, Bruno Cenghialta, Claudio Cucinotta, Giuseppe Martinelli, Dmitri Moeravjov, Sergej Jakovlev, Stefano Zanini
Fietsen: Wilier Triestina

## Renners
| Naam                  | Geboortedatum | Nationaliteit | Ploeg 2020             |
| --------------------- | ------------- | ------------- | ---------------------- |
| Alex Aranburu         | 19-09-1995    | Spanje        |                        |
| Samuele Battistella   | 14-11-1998    | Italië        | NTT Pro Cycling        |
| Manuele Boaro         | 12-03-1987    | Italië        |                        |
| Chleb Brussenskiy     | 18-04-2000    | Kazachstan    | Vino-Astana Motors     |
| Rodrigo Contreras     | 03-04-1994    | Colombia      |                        |
| Stefan de Bod         | 17-11-1996    | Zuid-Afrika   | NTT Pro Cycling        |
| Jevgenij Fedorov      | 16-02-2000    | Kazachstan    | Vino-Astana Motors     |
| Fabio Felline         | 29-03-1990    | Italië        |                        |
| Omar Fraile           | 17-07-1990    | Spanje        |                        |
| Jakob Fuglsang        | 22-03-1985    | Denemarken    |                        |
| Jevgenıı Gıdıch       | 19-05-1996    | Kazachstan    |                        |
| Jonas Gregaard Wilsly | 30-07-1996    | Denemarken    |                        |
| Dmitri Groezdev       | 13-03-1986    | Kazachstan    |                        |
| Hugo Houle            | 27-09-1990    | Canada        |                        |
| Gorka Izagirre        | 07-10-1987    | Spanje        |                        |
| Ion Izagirre          | 04-02-1989    | Spanje        |                        |
| Merhawi Kudus         | 23-01-1994    | Eritrea       |                        |
| Aleksej Loetsenko     | 07-09-1992    | Kazachstan    |                        |
| Davide Martinelli     | 31-05-1993    | Italië        |                        |
| Ywrïy Natarov         | 28-12-1996    | Kazachstan    |                        |
| Benjamin Perry        | 07-03-1994    | Canada        | Israel Cycling Academy |
| Andrea Piccolo *      | 23-03-2001    | Italië        | Team Colpack           |
| Vadïm Pronskïy        | 04-06-1998    | Kazachstan    |                        |
| Óscar Rodríguez       | 06-05-1995    | Spanje        |                        |
| Javier Romo           | 06-01-1999    | Spanje        | neo                    |
| Luis León Sánchez     | 24-11-1983    | Spanje        |                        |
| Matteo Sobrero        | 14-05-1997    | Italië        | NTT Pro Cycling        |
| Nikita Stalnov        | 14-09-1991    | Kazachstan    |                        |
| Harold Tejada         | 27-04-1997    | Colombia      |                        |
| Aleksandr Vlasov      | 23-04-1996    | Rusland       |                        |
| Artjom Zacharov       | 27-10-1991    | Kazachstan    |                        |

* gestopt per 31 mei 2021

### Vertrokken
| Naam               | Geboortedatum | Nationaliteit | Ploeg 2021                       |
| ------------------ | ------------- | ------------- | -------------------------------- |
| Jandos Bïjigitov   | 10-06-1991    | Kazachstan    | gestopt                          |
| Hernando Bohórquez | 22-06-1992    | Colombia      | onbekend                         |
| Laurens De Vreese  | 29-09-1988    | België        | Alpecin-Fenix                    |
| Daniil Fominykh    | 28-08-1991    | Kazachstan    | Almaty cycling team (per 31 mei) |
| Miguel Ángel López | 04-02-1994    | Colombia      | Movistar Team                    |

## Overwinningen
| Nationale kampioenschappen wielrennen Eritrea - tijdrit: Merhawi Kudus Italië - tijdrit: Matteo Sobrero Kazachstan - wegwedstrijd: Yevgeniy Fedorov Rusland - tijdrit: Aleksandr Vlasov Spanje - tijdrit: Jon Izagirre Spanje - wegwedstrijd: Omar Fraile Parijs-Nice Jongerenklassement: Aleksandr Vlasov Ploegenklassement: *1) Tirreno-Adriatico Ploegenklassement: *2) | Ronde van het Baskenland 2e etappe: Alex Aranburu 4e etappe: Jon Izagirre Ronde van Hongarije Ploegenklassement: *3) Critérium du Dauphiné 4e etappe: Aleksej Loetsenko Route d'Occitanie Ploegenklassement: *4) Ordiziako Klasika Luis León Sánchez | Arctic Race of Norway Ploegenklassement: *5) Coppa Agostoni Aleksej Loetsenko Veneto Classic Samuele Battistella |

*1) Ploeg Parijs-Nice: Battistella, Fraile, J.Izagirre, Loetsenko, Sánchez, Sobrero, Vlasov
*2) Ploeg Tirreno-Adriatico: Aranburu, Boaro, Felline, Fuglsang, Houle, G. Izagirre, Martinelli
*3) Ploeg Ronde van Hongarije: Boaro, De Bod, Fedorov, Martinelli, Romo, Zacharov
*4) Ploeg Route d'Occitanie: Broesenski, Fedorov, Groezdev, Kudus, Natarov, Rodríguez, Sánchez
*5) Ploeg Arctic Race of Norway: Battistella, Broesenski, De Bod, Felline, Gıdıch, Perry
2005 · 2006 · 2007 · 2008 · 2009 · 2010 · 2011 · 2012 · 2013 · 2014 · 2015 · 2016 · 2017 · 2018 · 2019 · 2020 · 2021 · 2022 · 2023 · 2024 · 2025
AG2R-Citroën · Astana-Premier Tech · Bahrain-Victorious · BORA-hansgrohe · Cofidis, Solutions Crédits · Deceuninck–Quick-Step · EF Education-Nippo · Groupama-FDJ · INEOS Grenadiers · Intermarché-Wanty-Gobert Matériaux · Israel Start-Up Nation · Lotto Soudal · Movistar Team · Team BikeExchange · Team DSM · Team Jumbo-Visma · Team Qhubeka NextHash · Trek-Segafredo · UAE Team Emirates